# Gustaw Wilhelm Geyer
Gustaw Wilhelm Geyer, także Gustaw Geyer junior (ur. 26 stycznia 1887 w Łodzi, zm. 27 października 1968 w Gliwicach) – łódzki fabrykant, działacz gospodarczy. Syn Gustawa Geyera.

## Życiorys
Ukończył studia na Uniwersytecie Technicznym w Dreźnie. W rodzinnym przedsiębiorstwie założonym przez Ludwika Geyera w Łodzi był dyrektorem do spraw technicznych. W 1914 był członkiem Głównego Komitetu Obywatelskiego w Łodzi, który w trakcie pierwszej wojny światowej zajmował się administracją miejską po ewakuacji Rosjan, do czasu pojawienia się administracji niemieckiej. Geyer należał do zarządu spółki akcyjnej „Dalba”, mającej wyłączność na import rosyjskiej bawełny. W 1939 był współzałożycielem, wraz z bratem Robertem, Komitetu Pomocy Polskim Więźniom Radogoszcza. Komitet zajmował się zaopatrywaniem więźniów w żywność, leki oraz odzież. 12 grudnia 1939 został aresztowany kuzyn Gustawa, Karol Geyer. W związku z zaistniałą sytuacją u komendanta wojskowego Łodzi interweniował Robert Geyer. W konsekwencji został on aresztowany przez Gestapo i zastrzelony. Przyczyniło się to do dalszych represji wobec rodziny Geyerów – Gustaw Geyer otrzymał zakaz wstępu na teren rodzinnej fabryki. Sytuacji nie zmieniło podpisanie przez niego volkslisty kategorii III. Fabryka Geyera została przejęta przez Treuhandstelle Ost i musiała ograniczyć produkcję w okresie II wojny światowej ze względu na deficyt surowców oraz węgla. Część maszyn została wówczas wywieziona, a w 1943 przeniesiono do niej szwalnię z Widzewskiej Manufaktury. Po zakończonej wojnie Gustaw próbował bezskutecznie odzyskać zakłady, które zostały znacjonalizowane. Nie mógł znaleźć zatrudnienia. Finansowo wspierały go córki. W 1948 przeniósł się do Gliwic, gdzie zajmował się kolekcjonowaniem dzieł sztuki i gdzie zmarł w 1968.

### Pozostała działalność
Gustaw Geyer działał w komisji rejestrującej straty wojenne Komisji Szacunkowej Przemysłowej, Komitecie Giełdowym Łódzkim, pełnił funkcję wiceprezesa Zrzeszenia Producentów Przędzy Bawełnianej w Polsce, był przewodniczącym Komisji Kotonizacji Lnu, a także prezesem Towarzystwa Sztuk Pięknych w Łodzi. Ponadto wspierał finansowo szpital w Kochanówce, szpital Anny Marii dla dzieci, Szkołę Rzemiosł, Towarzystwa Budowy Domków Robotniczych, organizował wczasy robotnicze, a także należał do grupy założycieli Stronnictwa Prawicy Narodowej, a od 1937 należał do Stronnictwa Zachowawczego. W 1930 został honorowym prezesem klubu fabrycznego KS Geyer.
Za swoją działalność na polu społecznym i gospodarczym został odznaczony Krzyżem Orderu Odrodzenia Polski.

### Życie prywatne
Był mężem Stanisławy Zyty z d. Czekalskiej, a także synem Gustawa Geyera i Heleny Anny z domu Weil. Gustaw Wilhelm i Stanisława mieli dwie córki.
Spoczywa na Starym Cmentarzu ewangelickim w Łodzi, w grobowcu rodzinnym.